# بورس پاریس
بورس پاریس (به فرانسوی: Bourse de Paris) بورس اوراق بهادار تاریخی، معروف به یورونکست پاریس از سال ۲۰۰۰ به بعد است.حضور فیزیکی بورس دیگر در پاریس نیست.

در واقع، کک ۴۰ توسط ان‌وای‌اس‌ای یورونکست که متعلق به بازار بورس نیویورک است، ثبت شده است. محل بورس کاخ تاریخی برونیار در منطقه ۲ پاریس بود که مدت زیادی از آن استفاده می شد.